# كاستيلوم ديميدي
كاستيلوم ديميدي (باللاتينية: Castellum Dimmidi) كانت مدينة رومانية في موريطانيا القيصرية. تقع قرب مدينة مسعد الحالية بالجزائر.
توحي كاستيلوم (القلعة) ، كانت المستوطنة عبارة عن قلعة بالقرب من فوساتوم أفريكا ، الحدود الجنوبية لمقاطعة نوميديا . كانت قرية مزدهرة واستضافت حامية رومانية (من "III Legio Augusta") من حوالي 198 إلى 240 بعد الميلاد.

موقع آثار المدينة الرومانية، بمدينة مسعد حاليا

كانت تقع على بعد حوالي 290 كم (180 ميل) جنوب الجزائر (كانت تسمى آنذاك إيكوزيوم ) ، على حدود الصحراء الكبرى.
خلال القرن الثاني من العصر الروماني ، تم إنشاؤها في عهد الإمبراطور سيبتيموس سيفيروس .
من غير الواضح ما إذا كان الجزء الثاني من الاسم ، ديميدي ، هو الاسم الأصلي المترجم إلى اللاتينية ، أو الاسم الجديد الذي أطلقه الرومان.
في عام 198 بعد الميلاد ، أرسل المالك المنتدب للفيلق الثالث فيالق إلى هناك ، بدعم من سلاح الفرسان البانونيين وتحت قيادة فلافيوس سوبيروس. إنشاء معسكر دائم يعود بلا شك إلى ذلك الوقت. ظل المعسكر قائما حتى حوالي عام 238 بعد الميلاد ، وهو تاريخ الحل المؤقت للفيلق الثالث ، وكشفت التنقيبات عن جزء من السور الذي كان يحمي مساكن الجنود. كان الجدار غير منتظم في الخطة. اليوم يمكن رؤية القليل جدًا في الموقع نظرًا لعدم استمرار الحفريات ولم يتم إجراء أي محاولة لتجميع البقايا. كما اختفت جميع النقوش تقريبًا. لقد تم نشرها وتسمح بإعادة بناء جوانب معينة من حياة المخيم. هناك حوالي 100 رجل يريحون بعضهم البعض. كانوا فيالق ، وبعد ذلك ، بعد ألكسندر سيفيروس ، بالميرين. تعطي النقوش واللوحات (التي تم إيداعها الآن في متحف الجزائر) فكرة عن الحياة الدينية للجنود من حيث صلتها بالطقوس الرسمية وطقوس بالميرين. ب. فيفرييه
ربما - وفقًا لفيليب ليفو- نجت القرية من إزالة كاستروم الفيلق لقرن ونصف آخر ، حتى نهاية القرن الرابع.

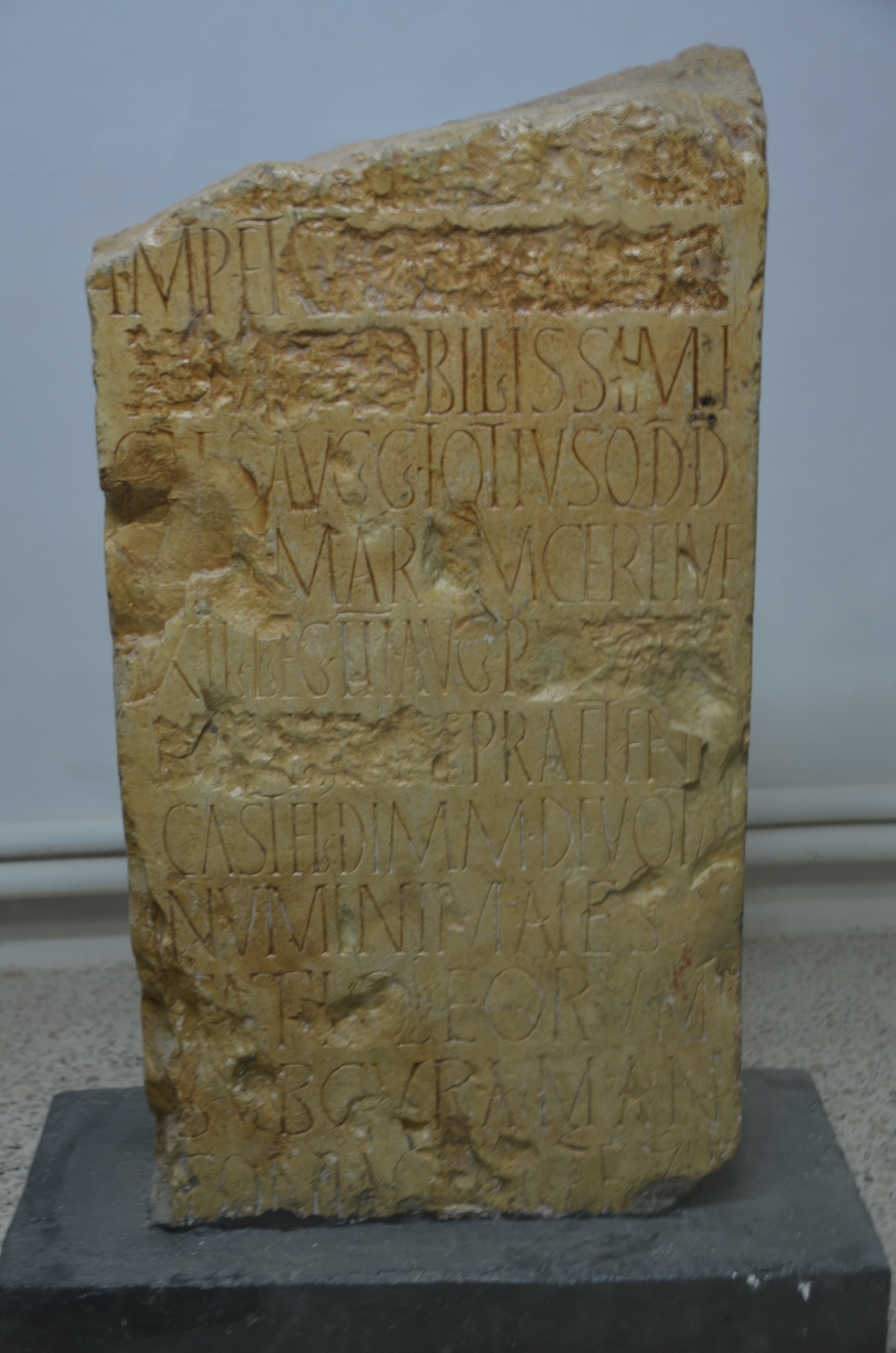
آثار رومانية مدينة مسعد:كاستيلوم ديميدي

فقط في عام 1856 ، وجد الفرنسي ريبود بعض البقايا ، التي تمت دراستها بالكامل فقط في 1939-1941 من قبل جيلبرت تشارلز بيكار.